# Conostephium
Conostephium é um género botânico pertencente à família Ericaceae.

## Espécies
- Conostephium drummondii
- Conostephium halmaturinum'
- Conostephium marchantiorum
- Conostephium minus
- Conostephium nitens
- Conostephium pendulum
- Conostephium planifolium
- Conostephium preissii
- Conostephium roei
- Conostephium uncinatum

1. ↑  «Conostephium — World Flora Online». www.worldfloraonline.org. Consultado em 19 de agosto de 2020